# Jalan H. R. Rasuna Said

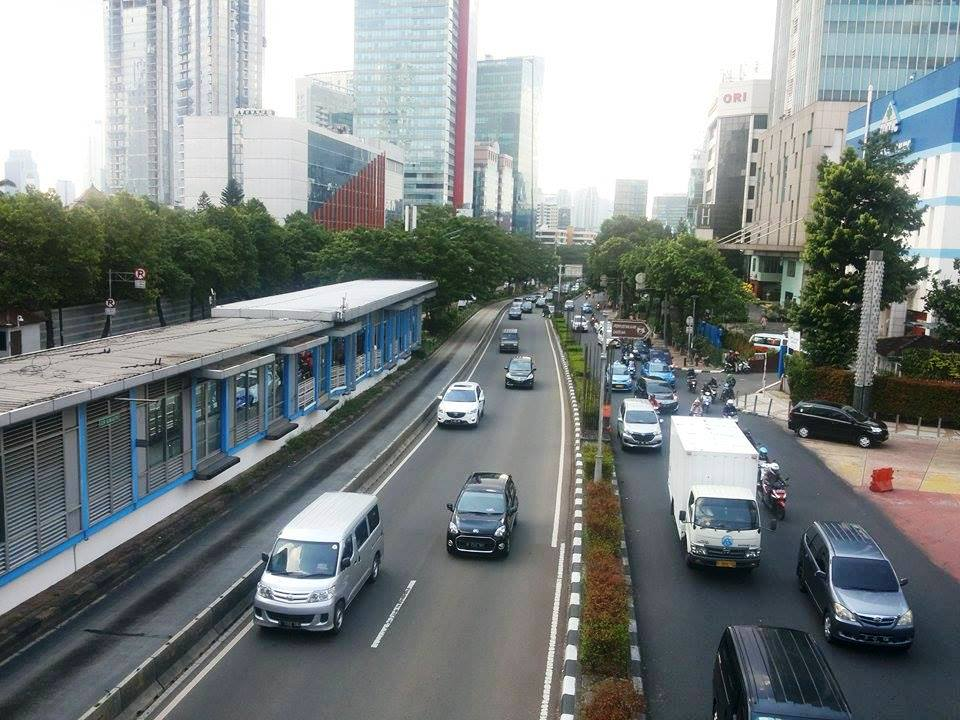
Vue de Jalan H. R. Rasuna Said en 2017.

Jalan H. R. Rasuna Said, ou Jalan Rasuna Said (rue H.R. Rasuna Said), est l'une des principales avenues de Jakarta, la capitale de l'Indonésie. 

## Situation et accès
Elle est située dans le triangle d'or de Jakarta, et s'étend sur 4,9 km de Menteng (Jakarta-Centre) à Tendean, Mampang Prapatan (Jakarta-Sud).

### Transports
Bus
Rasuna Said est desservie par
- Le Transjakarta corridor 6
- Kopaja P20 Senen-Lebak Bulus
- Kopaja S66 Blok M-Manggarai
- Kopaja S602 Tanah Abang-Ragunan
- Kopaja S620 Blok M-Pasar Rumput

Métro léger du Grand Jakarta

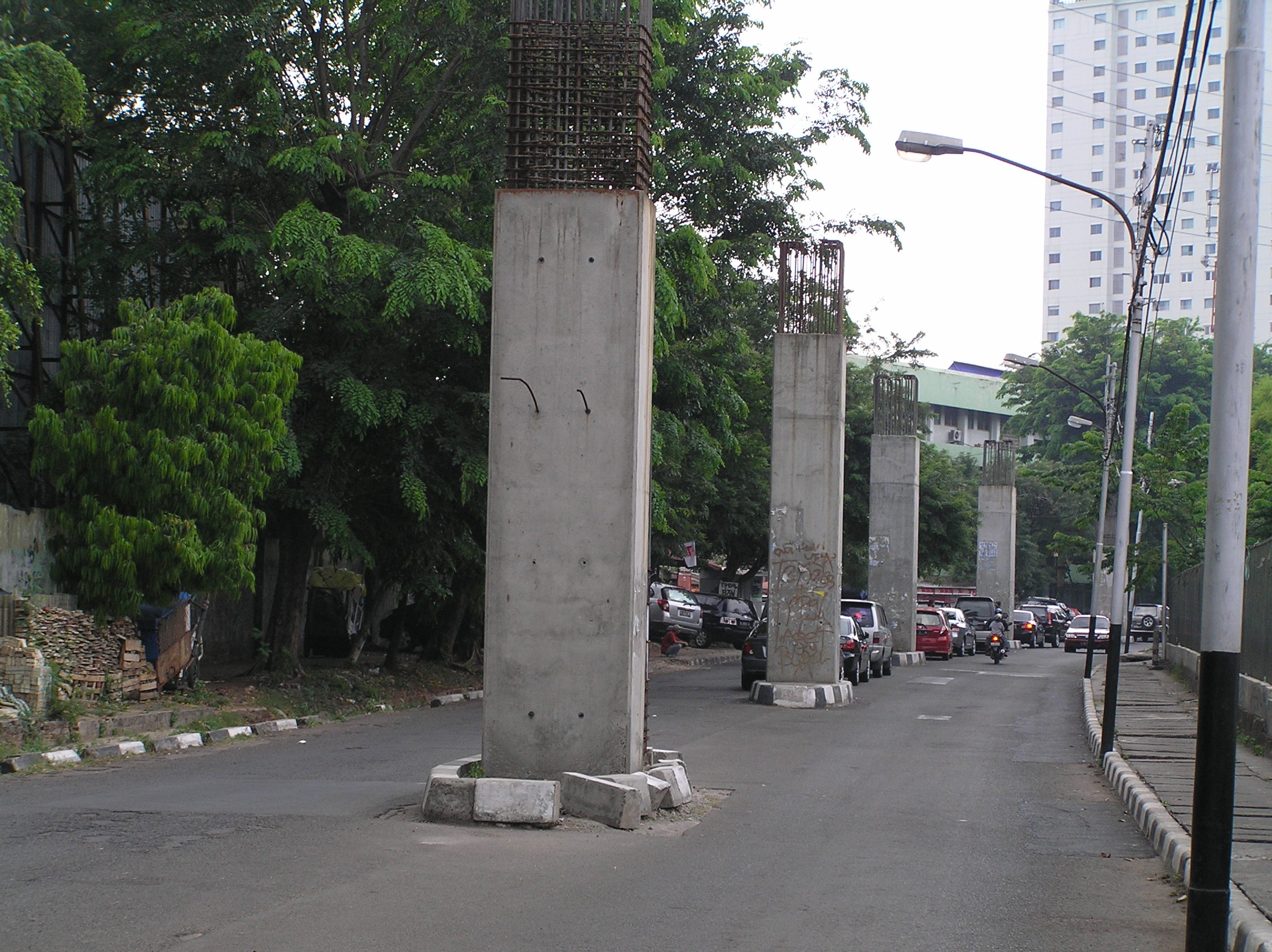
Piles du projet abandonné du monorail de Jakarta sur Rasuna Said

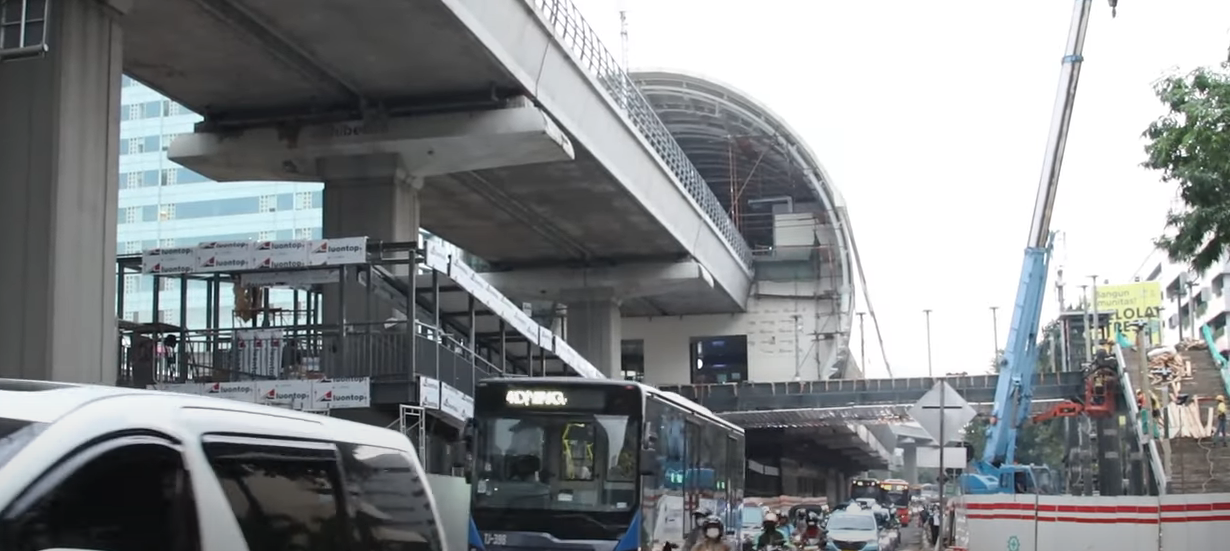
Kuningan est une des 3 stations du métro léger du Grand Jakarta sur Rasuna Said

- Lignes de Cibubur et de Bekasi - 3 stations :
  - Kuningan, devant le ministère de la Santé et l'Agro Plaza.
  - Rasuna Said, devant le Plaza Festival et le ministère des Lois et des Droits de l'Homme.
  - Setiabudi, devant l'hôtel des Impôts de Jakarta Setiabudi I.

## Origine du nom
L'avenue a été nommée en l'honneur de Rasuna Said (1910-1965), une opposante au gouvernement colonial néerlandais. 

## Historique
Rasuna Said est une avenue assez récente à Jakarta, créée dans les années 1970 pendant le boom pétrolier indonésien, une période de forte croissance économique où la planification urbaine et les préoccupations environnementales étaient largement négligées. La planification de Rasuna Said a été faite en prolongeant la rue HOS Cokroaminoto à Menteng vers le sud pour la relier au boulevard Gatot Subroto. Dans ce plan, l'extrémité sud de Rasuna Said devait être reliée à Gatot Subroto par un échangeur partiel en trèfle. Cet échangeur n'a pas été réalisé.
La construction de Rasuna Said s'est achevée en 1979. Les premiers immeubles ont été le complexe sportif Gelanggang Soemantri Brojonegoro (1974), Gedung Wanita (démoli, aujourd'hui la tour Gama) et le complexe d'immeubles Setiabudi.

## Bâtiments remarquables et lieux de mémoire

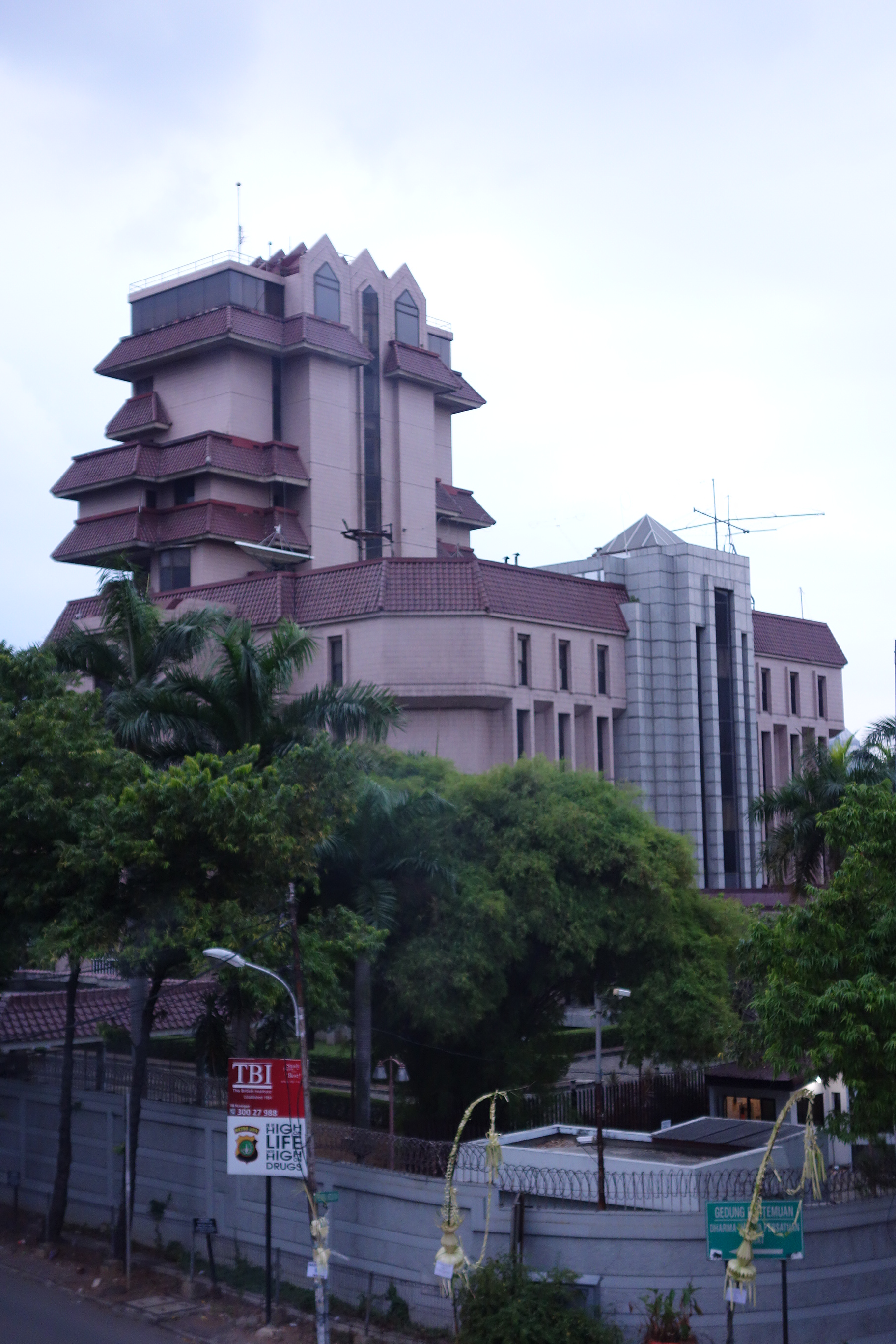
L'ambassade de Russie.

Rasuna Said est le siège des ambassades des pays suivants :
- Australie
- Russie
- Malaisie
- Pologne
- Singapour
- Algérie
- Inde
- Pays-Bas
- Suisse
- Hongrie
- Turquie

les hôtels suivants :
- St. Regis Hotels & Resorts
- Hotel Grand Melia
- ainsi que d'immeubles comme la Gama Tower, le plus haut immeuble d'Indonésie (285 mètres).

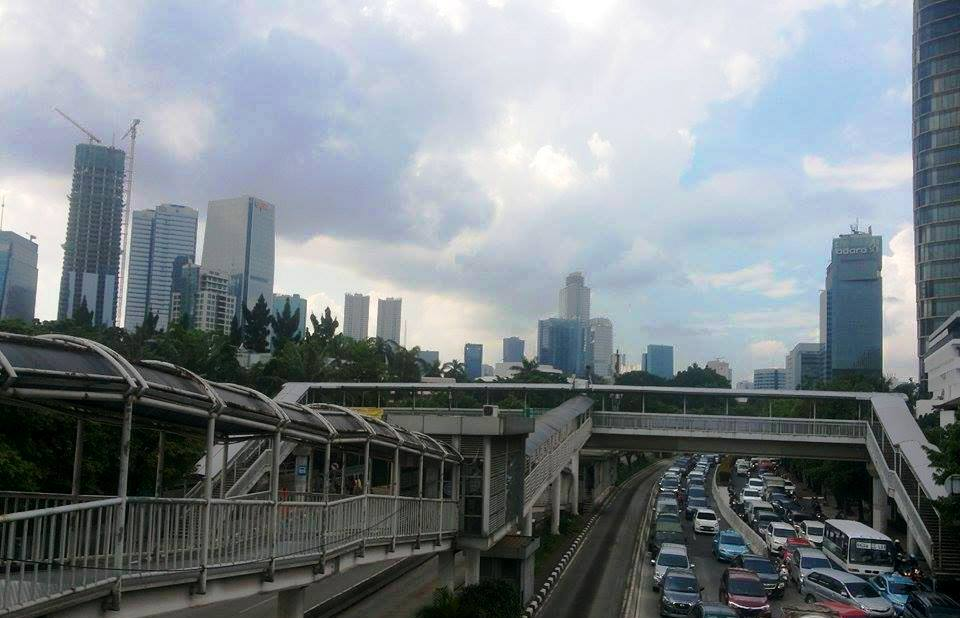
Arrêt du TransJakarta à l'extrémité sud-est de l'avenue.